# Weyes Blood
Weyes Blood, vlastním jménem Natalie Mering, (* 11. června 1988) je americká zpěvačka.
Pochází z hudební rodiny. Narodila se v Santa Monice v Kalifornii, ale vyrůstala v Pensylvánii. Ve svých patnácti letech začala používat přezdívku Wise Blood (podle stejnojmenné knihy od Flannery O'Connorové), kterou později změnila na Weyes Blood. V roce 2011 vydala vlastním nákladem album The Outside Room a spolu s duem Angels in America vydala split album. Druhou desku vydala v roce 2014 pod názvem The Innocents. Roku 2017 vydala extended play Myths 002 ve spolupráci s Arielem Pinkem. V roce 2020 spolupracovala na albu Fear of Death od Tima Heideckera.
Rovněž se podílela na nahrávkách dalších hudebníků, mezi něž patří například Father John Misty, Perfume Genius, Kirin J Callinan a kapela The Killers. Roku 2021 zpívala spolu s Lanou Del Rey v coververzi písně „For Free“ od Joni Mitchellové. V roce 2022 hostovala v písni „Story of Blood“ velšského hudebníka Johna Calea z jeho alba Mercy; také hrála ve videoklipu k písni.

## Diskografie
- The Outside Room (2011)
- The Innocents (2014)
- Front Row Seat to Earth (2016)
- Titanic Rising (2019)
- And in the Darkness, Hearts Aglow (2022)